# فنون الحاسوب
فن الحاسوب هو أي فن تلعب فيه أجهزة الحاسوب دورًا في إنتاج العمل الفني أو عرضه. يمكن أن يكون هذا الفن صورة أو صوتًا أو رسومًا متحركة أو فيديو أو قرصًا مضغوطًا أو قرص DVD أو لعبة فيديو أو موقع ويب أو خوارزمية أو أداء أو تثبيت معرض. تعمل العديد من التخصصات التقليدية الآن على دمج التقنيات الرقمية، ونتيجة لذلك، فإن الخطوط الفاصلة بين الأعمال الفنية التقليدية وأعمال الوسائط الجديدة التي تم إنشاؤها باستخدام أجهزة الحاسوب أصبحت غير واضحة. على سبيل المثال، قد يجمع الفنان بين الرسم التقليدي وفن الخوارزمية والتقنيات الرقمية الأخرى. نتيجة لذلك، قد يكون من الصعب تحديد فن الحاسوب بمنتجه النهائي. لا بد أن يتغير فن الحاسوب بمرور الوقت لأن التغييرات في التكنولوجيا والبرامج تؤثر بشكل مباشر على ما هو ممكن.